# Márianosztra
Márianosztra (németül: Naßraden, szlovákul: Márianostra) község Pest vármegyében, a Szobi járásban.

## Fekvése
A Börzsöny délnyugati részén fekszik.
A szomszédos települések: észak felől Nagybörzsöny, kelet felől Kóspallag, dél felől Szob, délnyugat felől Ipolydamásd, nyugat felől pedig Letkés.
Egy exklávé jellegű külterületi településrésze található még a faluközponttól pár kilométerre délkeletre is (itt találhatók Bibervár romjai, a Toronyalja-horgásztó, illetve egy pálos kolostor emlékhelye és mellette, a Pálos-réten egy kedvelt amatőrcsillagász-észlelőhely is), ennek révén határos dél felől még Szokolyával, Kismarossal és Nagymarossal is.
További külterületi településrészei: Hizlalda, Lucskapuszta és Szakszövetkezeti tanya

### Megközelítése
Csak közúton közelíthető meg: Szob és a 12-es főút felől a Kóspallagra vezető 12 108-as úton, Zebegény irányából pedig a 12 107-es úton. Országos közútként számozódik még a község főutcája is az itt működő börtön bejáratáig, 12 109-es számozással.
Exklávé jellegű településrészén a Nagymaros-Kóspallag közt húzódó 12 106-os számú mellékút halad keresztül; az áthaladó autóbuszvonalak itteni megállóhelye megtévesztő módon a Kóspallag, 6-os km-kő nevet viseli.

## Nevének eredete
Neve eredetileg Nostre volt, mely egyesek szerint szláv eredetű személynév Nestroj, míg mások szerint a latin in  nostre (a sajátból) kifejezésből ered Nagy Lajos király adománylevele után. Míg a Mária előnevet 1759-ben az itteni kolostor templomában 1759-ben elhelyezett czestochowai Fekete Mária-kegykép után kapta. Mai jelentése latin–olasz nyelven: a Mi Máriánk.

## Története
Márianosztra (Nosztra) nevét 1262-ben  V. István király oklevele említette először.
Nagy Lajos magyar király 1352-ben – az oklevél szövege szerint – a Börzsönyben kolostor és konvent létesítése számára területet, építőanyagot adott „in nostre” (a sajátjából), s később is gazdagon megajándékozta őket. A kolostor és mellé a Magyarok Nagyasszonya tiszteletére kegytemplom épült. Ez az egyetlen magyar alapítású férfi szerzetesrend, a pálosok számára épített kolostor és templom kisebb megszakításokkal 1786-ig, a szerzetesrendek feloszlatásáig a pálosoké maradt.
A környék Nagy Lajos király kedvenc vadászterülete volt, de Mátyás király is többször megfordult itt
A török időkben, egy portyázó török sereg pusztításai miatt a település elnéptelenedett, majd szlovák, magyar és német nemzetiségű lakossággal népesült be újra. 
A község a 19. század végétől 1970-ig a Szobi járáshoz tartozott, mely 1923-ig Hont vármegye, 1923 és 1938 között Nógrád és Hont k.e.e. vármegye, 1938 és 1945 között Bars és Hont k.e.e. vármegye, 1945 és 1950 között Nógrád-Hont vármegye része volt, és az 1950-es megyerendezéskor csatolták Pest megyéhez.

## Közélete

### Polgármesterei
- 1990–1994: Martos György (Márianosztrai Szent Korona Társaság)[5]
- 1994–1998: Martos György Pál (független)[6]
- 1998–2002: Kiss László (független)[7]
- 2002–2006: Kiss László (független)[8]
- 2006–2010: Kiss László (független)[9]
- 2010–2014: Kiss László (független)[10]
- 2014–2019: Kiss László (független)[11]
- 2019–2024: Burikné Moóri Tamara (független)[12]
- 2024– : Burikné Moóri Tamara (független)[1]

## Népesség
A település népességének változása:
| Lakosok száma | 878  | 859  | 817  | 818  | 1299 | 932  | 938  |
|               | 2013 | 2014 | 2018 | 2021 | 2022 | 2023 | 2024 |

A 2011-es népszámlálás során a lakosok 86,8%-a magyarnak, 10,1% cigánynak, 0,6% románnak, 0,3% szlováknak, 0,2-0,2%-uk németnek ill. ukránnak mondta magát (12,5% nem nyilatkozott; a kettős identitások miatt a végösszeg nagyobb lehet 100%-nál). Vallási megoszlás szerint: római katolikus 43%, református 3,9%, görögkatolikus 1%, evangélikus 0,9%, felekezeten kívüli 25,3% (23,8% nem nyilatkozott).
2022-ben a lakosság 90,1%-a vallotta magát magyarnak, 3,5% cigánynak, 0,8% németnek, 0,4% románnak, 0,3% szlováknak, 0,3% szerbnek, 0,2% lengyelnek, 0,2% bolgárnak, 0,1% ukránnak, 0,1% horvátnak, 2,6% egyéb, nem hazai nemzetiségűnek (8,9% nem nyilatkozott; a kettős identitások miatt a végösszeg nagyobb lehet 100%-nál). Vallásuk szerint 34,3% volt római katolikus, 4,6% református, 1,7% görög katolikus, 0,2% evangélikus, 0,2% izraelita, 0,1% ortodox, 5,8% egyéb keresztény, 0,9% egyéb katolikus, 24% felekezeten kívüli (27,7% nem válaszolt).

## Látnivalók
- kolostor és templom (Nagy Lajos építtette 1352-ben)
- börtönmúzeum
- Magyarok Nagyasszonya-bazilika
- Kálvária és kápolna, kb. húsz perc gyalogút a központból
- Faluház (múzeum és miniskanzen jellegű tájház)
- Szob–Nagybörzsöny erdei vasút
- Mária-kút, Szob felé, az országút mentén
- Zuvár romjai, nehezen megközelíthető, csekély várrom

## Érdekességek
Évente háromszor tartanak búcsút Márianosztrán:
- Jézus Öt Szent Sebe tiszteletére (júliusban)
- Fájdalmas Szűzanya tiszteletére (szeptemberben)
- Szeplőtelen fogantatás tiszteletére (decemberben)

Az ország egyik legrégebbi (1858-ban alapított) és jelenleg is működő, – eredetileg női elítéltek elhelyezésére szolgáló – börtöne (Márianosztrai Fegyház és Börtön).

## Képgaléria

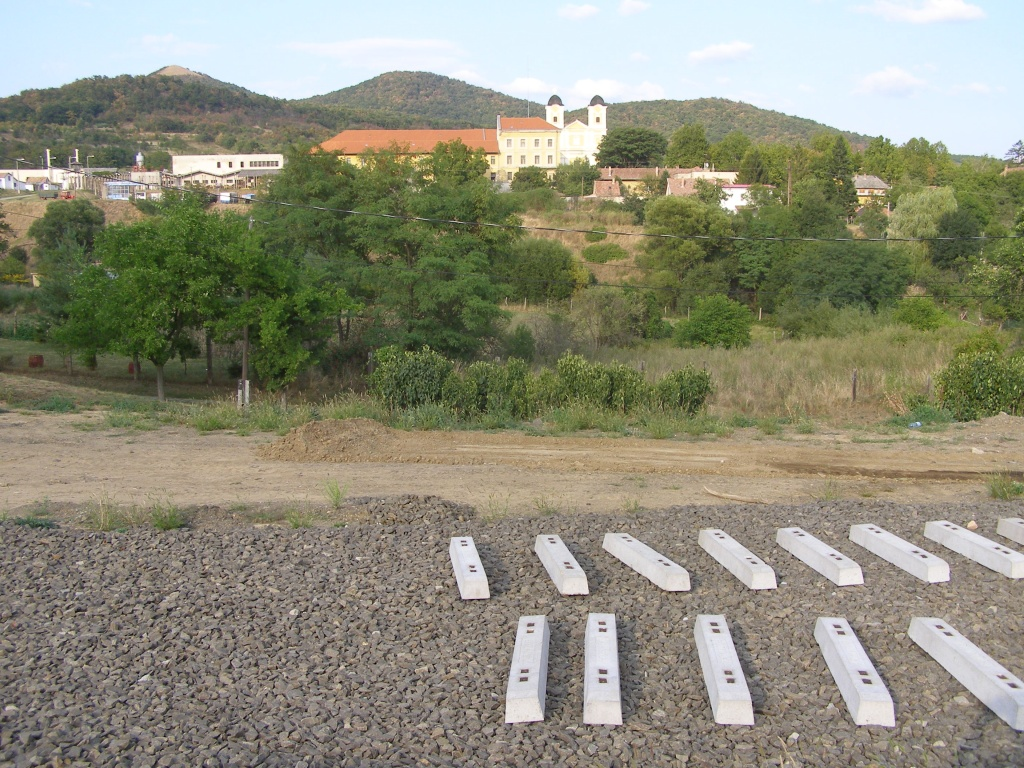
Márianosztra látképe az épülő kisvasúti állomásról
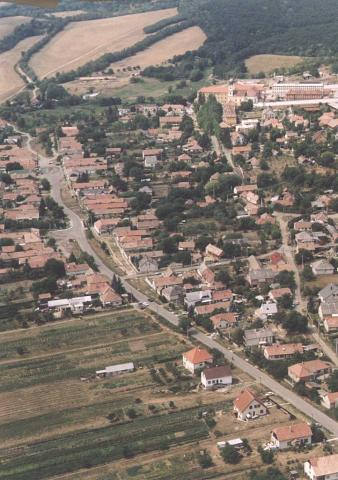
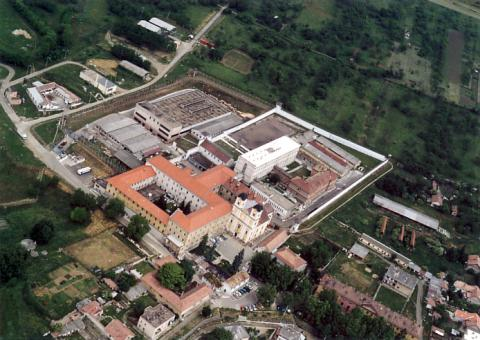
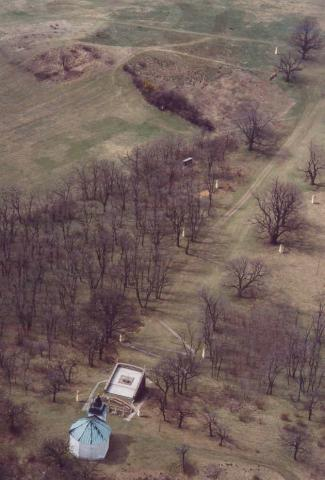
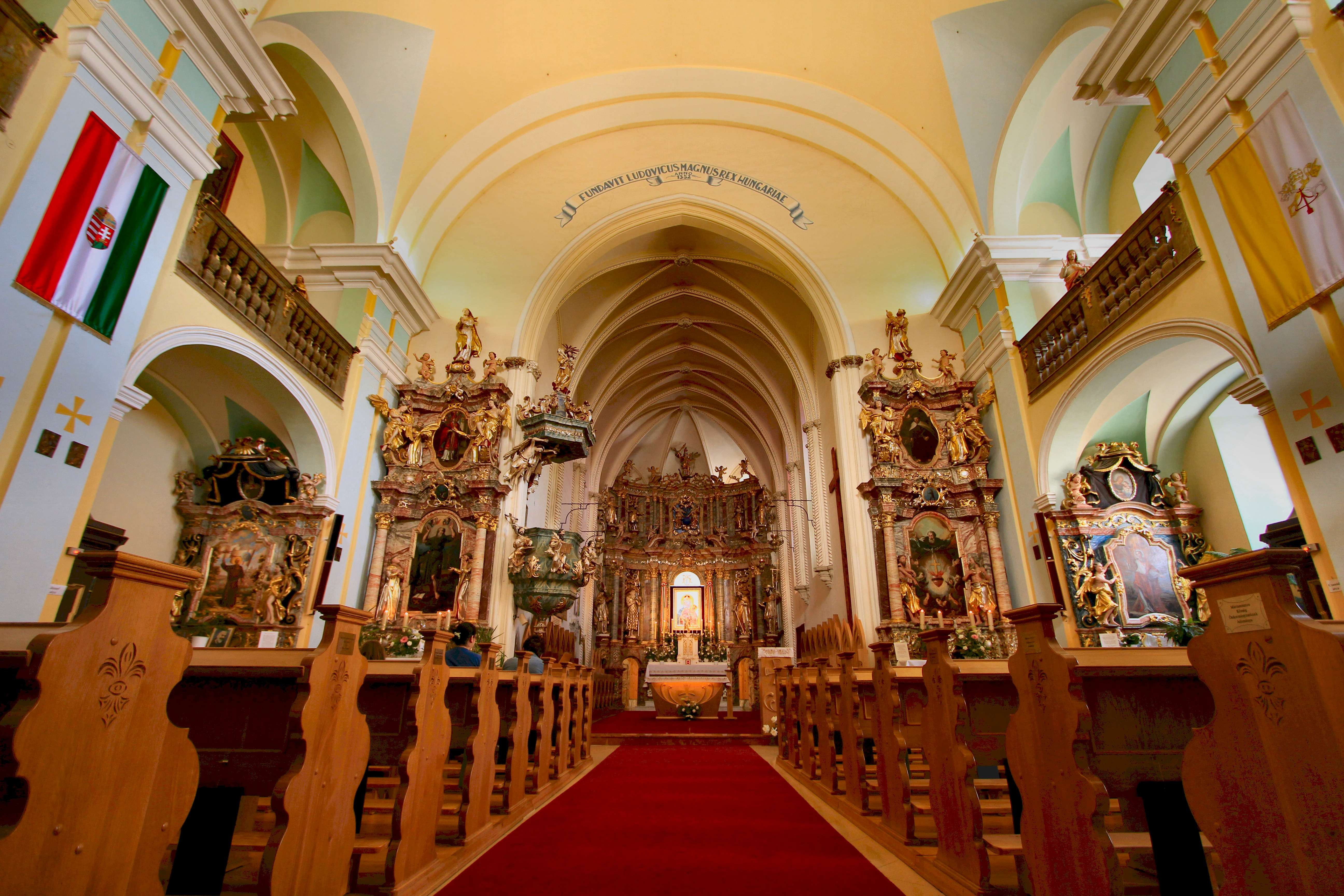
A templom belseje

## Külső hivatkozások
- Márianosztra az utazom.com honlapján
- Gömbpanoráma a Magyarok Nagyasszonya-plébániatemplomról